# Kremer-Preis
Als Kremer-Preis oder Kremer-Preise wird eine Reihe von Preisen zur Verwirklichung und Förderung des Muskelkraftfluges bezeichnet, deren erster im Jahr 1959 durch den britischen Industriellen und Millionär Henry Kremer ausgelobt wurde. Die Wettkämpfe und die Vergabe der Preisgelder werden durch die Human Powered Aircraft Group der Royal Aeronautical Society überwacht.

## Ursprünglicher Kremer-Preis
Der ursprüngliche Kremer-Preis wurde im November 1959 von Henry Kremer ausgelobt. Das Preisgeld von £ 5.000 (entspricht heute zirka 123.777 €) wurde der Royal Aeronautical Society gespendet; deren kurz zuvor gegründete Man Powered Aircraft Group stellte die Regeln zum Gewinn des Preisgeldes auf und veröffentlichte sie in der Fachzeitschrift der RAS. 
Das Preisgeld sollte dem Konstrukteur des ersten kontinuierlich fliegenden Muskelkraft-Flugzeugs ausgezahlt werden, welches ohne Hilfe starten konnte. Zudem sollte der Nachweis des Schwenkens nach links und rechts sowie jener der Höhenveränderung erbracht werden. Das Fliegen einer liegenden Acht in mindestens 10 ft (3 m) Höhe erfordert all diese Eigenschaften.
Am 19. Februar 1967 wurde das Preisgeld verdoppelt und der Wettbewerb international ausgeschrieben. Im Jahr 1973 wurde das Preisgeld auf £ 50.000 (643.430 €) angehoben.
Nachdem der Konstrukteur Paul MacCready mit dem von Bryan Allen pilotierten Gossamer Condor 1977 den ersten Kremer-Preis gewonnen hatte, schrieb Kremer zwei neue Wettbewerbe aus. Für den einen, das fliegende Überqueren des Ärmelkanals, wurden spezifische Regeln verfasst; dieser Preis wurde 1979 vom gleichen Team gewonnen. Der andere wurde für den Flug der liegenden Acht durch Teilnehmer aus jedem anderen Land als dem des ersten Gewinners ausgelobt; dieser Preis wurde 1984 von dem deutschen Konstrukteur Günter Rochelt und seinem Sohn Holger gewonnen.
| Ursprüngliche Kremer-Preise | Preisgeld          | Gestiftet      | Gewonnen        | Zeit       | Flugzeug           | Pilot          |
| --- | ------------------ | -------------- | --------------- | ---------- | ------------------ | -------------- |
| Ein Flug mit einem Muskelkraft-Flugzeug in Form einer liegenden Acht um zwei 806 Meter auseinander stehende Pfähle innerhalb von 8 Minuten | (zuletzt) £ 50.000 | 1959/1967/1973 | 23. August 1977 | 7:27,5 min | Gossamer Condor    | Bryan Allen    |
| Ein Flug mit einem Muskelkraft-Flugzeug über den Ärmelkanal                                                                                | £ 100.000          | 1977(?)        | 12. Juni 1979   | 2:49 h     | Gossamer Albatross | Bryan Allen    |
| Ein Flug einer liegenden Acht durch einen Nicht-Amerikaner                                                                                 | £ 10.000           | 1977(?)        | 19. Juni 1984   | 4:25 min   | Musculair 1        | Holger Rochelt |

## Kremer World Speed Competition
Die World Speed Competition wurde am 4. Mai 1983 ins Leben gerufen. Da das damals schnellste mit Muskelkraft angetriebene Flugzeug, die Jupiter, sich mit maximal 20 mph (32 km/h) fortbewegen konnte, musste zum Gewinn des Preises ein Muskelkraft-Flugzeug die Strecke von einer Meile in unter drei Minuten fliegen. Henry Kremer wurde auf die finanzielle Unterstützung des Wettbewerbes angesprochen und gewährte diese. Da angenommen wurde, dass das Speichern von Energie in jedweder Form ein praxisnäheres Fluggerät ermöglichen würde, durfte für diesen Wettbewerb vor dem Start für 10 Minuten Energie erzeugt und gespeichert werden. Ein Überschreiten der Zeit wurde der Flugzeit aufgeschlagen. 1986 wurde der Wettbewerb aufgrund der Annahme für beendet erklärt, dass keine erheblichen Geschwindigkeitssteigerungen mehr zu erwarten seien und deshalb Kremers Gelder anderweitig sinnvoller eingesetzt werden könnten.
| World Speed Competition                                                                          | Preisgeld | Gestiftet | Gewonnen         | Zeit    | Flugzeug    | Pilot            |
| ------------------------------------------------------------------------------------------------ | --------- | --------- | ---------------- | ------- | ----------- | ---------------- |
| Ein Flug um ein gleichseitiges Dreieck mit einer Gesamtstrecke von 1500 m in unter 180 Sekunden. | £ 20.000  | 1983      | 11. Mai 1984     | 174,7 s | Monarch     | Frank Scarabino  |
| Verbesserung des vorgenannten Rekordes um mindestens 5 %                                         | £ 5.000   | 1983      | 18. Juli 1984    | 163,3 s | Bionic Bat  | Parker MacCready |
| Verbesserung des vorgenannten Rekordes um mindestens 5 %                                         | £ 5.000   | 1983      | 21. August 1984  | 151,4 s | Musculair 1 | Holger Rochelt   |
| Verbesserung des vorgenannten Rekordes um mindestens 5 %                                         | £ 5.000   | 1983      | 2. Dezember 1984 | 143,1 s | Bionic Bat  | Bryan Allen      |
| Verbesserung des vorgenannten Rekordes um mindestens 5 %                                         | £ 5.000   | 1983      | 2. Oktober 1985  | 122,0 s | Musculair 2 | Holger Rochelt   |

## Aktuell ausgelobte Kremer-Preise
| Aktuell ausgelobte Kremer-Preise | Preisgeld | Gestiftet | Gewonnen | Zeit | Flugzeug | Pilot |
| --- | --------- | --------- | -------- | ---- | -------- | ----- |
| The Kremer International Marathon Competition Zwei Umrundungen um zwei 4051 m entfernt stehende Pfähle, anschließend eine liegende Acht um dieselben, dann nochmals zwei Kreise, um die Marathon-Distanz zu erfüllen. Die Verringerung des Pfahlabstandes ist unter Erhöhung der Umrundungen zulässig. Zeit: maximal 1 Stunde.       | £ 50.000  | 1988      |          |      |          |       |
| The Kremer International Sporting Aircraft Competition Der Bau eines Muskelkraft-Sport-Flugzeug, das bei im Vereinigten Königreich anzutreffenden normalen Windbedingungen von 5 m/s in 10 m Höhe fliegen kann. Der Kurs in Form eines gleichseitigen Dreiecks muss in beiden Richtungen innerhalb von 7 Minuten durchflogen werden. | £ 50.000  | 1988      |          |      |          |       |
| The Kremer International Seaplane Competition Ein Flug einer liegenden Acht mit einem durch Muskelkraft betriebenen Wasser-Flugzeug innerhalb von 6 Minuten. Die Wendepunkte müssen 805 Meter auseinander liegen und das Flugzeug muss aus dem Wasser starten und im Wasser landen.                                                  | £ 10.000  | 1988      |          |      |          |       |